# Церковь и время
Це́рковь и вре́мя — российский «научно-богословский и церковно-общественный журнал», издаваемый отделом внешних церковных связей и Общецерковной аспирантурой и докторантурой Московского патриархата.

## История
13 июня 1991 года журнал был зарегистрирован Министерством печати и массовой информации РСФСР и по мысли его создателей должен был стать ежеквартальником отдела внешних церковных сношений Московского патриархата. Председателем редакционной комиссии стал председатель отдела митрополит Смоленский и Калининградский Кирилл (Гундяев), по словам которого «в далёком уже 1991 году возникла идея создать журнал, который находился бы на стыке церковно-общественных отношений. Ещё существовал Советский Союз, но даже в тех условиях мы были уверены в необходимости общецерковного печатного органа, в котором честно и корректно ставились бы вопросы, касающиеся отношений Церкви с государством и обществом. И таким органом стал журнал „Церковь и время“». Каждодневным руководителем работы редакции стал Евгений Карманов, имевший опыт редакторской работы.
В первом номере, вышедшем в октябре того же года тиражом 4500 экземпляров, говорилось, что в журнале будут помещаться «статьи, написанные сотрудниками отдела, отечественными и зарубежными богословами, официальные церковные документы, а также опубликованные в малодоступных ныне изданиях статьи, представляющие интерес для современного читателя. Журнал мыслился как богословский, церковно-исторический, философский и церковно-общественный (отношение Церкви к современным вопросам общества) печатный орган, адресованный как членам Церкви, так и тем, кто не равнодушен к церковной тематике».
В сентябре 1992 года вышел третий номер журнала, после чего издание было приостановлено. Отчасти это было связано с болезнью его редактора Евгения Карманова, отчасти с экономическими трудностями начала 1990-х годов. В некрологе Евгения Карманова, опубликованном в альманахе «Альфа и Омега», отмечалось: «Каково же было разочарование редактора журнала, когда его труд оказался по сути невостребованным: он не встретил того внимания, которого безусловно был достоин. Здоровье Евгения Алексеевича, и без того подорванное, сдало, разразилась тяжёлая болезнь».
В 1998 году иеромонах Иларион (Алфеев) возродил журнал. Именно при его деятельном участии «Церковь и время» приобрёл современный вид и занял место среди «толстых» научных журналов. В журнале регулярно публиковались статьи ведущих богословов Русской православной церкви — иерархов, клириков и мирян; видных общественных деятелей; учёных-специалистов в области библеистики, патристики, церковной истории. Журнал распространялся по подписке агентством «Роспечать», а также через сеть церковной книжной торговли.
10 октября 2001 года в отделе внешних церковных связей Московского патриархата состоялся торжественный акт, посвящённый десятилетнему юбилею издаваемого отделом журнала «Церковь и время».
В 2010 году на официальном интернет-сайте отдела внешних церковных связей Московского патриархата открыта страница с материалами журнала «Церковь и время» (https://mospat.ru/ru/zhurnal-cerkov-i-vremya/), при этом публикация онлайн-версии очередных номеров журнала намеренно осуществляется с отставанием на два номера.
C февраля 2023 года журнал выходит также под эгидой Общецерковной аспирантуры и докторантуры имени святых равноапостольных Кирилла и Мефодия.